# Bahnhof Mishima
Der Bahnhof Mishima (jap. 三島駅, Mishima-eki) ist ein Bahnhof auf der japanischen Insel Honshū, betrieben von den Bahngesellschaften JR Central und Izuhakone Tetsudō. Er befindet sich in der Präfektur Shizuoka auf dem Gebiet der Stadt Mishima. Unter anderem halten hier Shinkansen-Hochgeschwindigkeitszüge.

## Verbindungen
Mishima ist ein Trennungsbahnhof und wichtiger Verkehrsknotenpunkt, in welchem die Tōkaidō-Shinkansen und die Tōkaidō-Hauptlinie, zwei der bedeutendsten Bahnstrecken Japans, parallel verlaufen. Beide verbinden Tokio mit Nagoya und Osaka und werden von der Bahngesellschaft JR Central betrieben. Im Bahnhof zweigt die Sunzu-Linie der lokalen Bahngesellschaft Izuhakone Tetsudō ab, die nach Shuzenji im Westen der Izu-Halbinsel führt.
Auf der Shinkansen-Schnellfahrstrecke wird Mishima üblicherweise zweimal je Stunde und Richtung von Kodama-Zügen bedient, die an allen Zwischenstationen halten. Ergänzt wird dieses Angebot durch sechs tägliche Hikari-Zugpaare, die einzelne Zwischenstationen auslassen. Auf der Tōkaidō-Hauptlinie verkehren täglich neun Schnellzüge von Numazu über Mishima nach Tokio, von denen sieben weiter nach Utsunomiya und Takasiki fahren. Hinzu kommen zwei- bis viermal täglich die Odoriko-Schnellzüge von Tokio über Mishima nach Shuzenji. Regionalzüge verkehren, abhängig von Streckenabschnitt und Tageszeit, drei- bis sechsmal je Stunde und befahren dabei üblicherweise den Abschnitt zwischen Atami und Shizuoka. Regionalzüge auf der Sunzu-Linie verkehren ungefähr alle 15 bis 20 Minuten, während der Hauptverkehrszeit alle 8 bis 12 Minuten.
Der Busterminal auf dem südlichen Bahnhofsvorplatz ist ein wichtiger Knotenpunkt des lokalen und regionalen Busverkehrs. Mehr als dreißig Buslinien halten hier oder haben hier ihre Endstation. Vertreten sind die Busgesellschaften Izuakone Bus, Tokai Bus Orange Shuttle, Nishi Izu Tokai Bus, Odakyū Hakone Express Bus, Fujikyū City Bus und Fujikyū Yamanishi Bus. Weitere Buslinien halten am nördlichen Bahnhofsvorplatz.

## Anlage
Der Bahnhof am nördlichen Rand des Stadtzentrums ist von Osten nach Westen ausgerichtet. Er besitzt 16 Gleise und je ein Empfangsgebäude an beiden Längsseiten. Ganz im Norden steht das neuere Empfangsgebäude mit dem Zugang zu den vier normalspurigen Gleisen der Tōkaidō-Shinkansen, die sich erhöht auf einem breiten Viadukt befinden. Die beiden inneren Gleise sind an einem langen überdachten Mittelbahnsteig angeordnet, der von den hier haltenden Hochgeschwindigkeitszügen bedient wird, während die beiden äußeren Gleisen ohne Halt mit hoher Geschwindigkeit befahren werden. Südlich dieser vier Gleise erstrecken sich ein dreigleisiges Shinkansen-Depot und eine Abstellanlage für Bahndienstfahrzeuge. Von hier aus erfolgt auch der Zugang zu einer weiteren Abstellanlage rund einen Kilometer weiter westlich, die zum Abstellen von Shinkansen-Zügen dient.
Südlich des Shinkansen-Bahnhofs befinden sich Durchfahrtsgleise für den Güterverkehr und der Bahnhof der Tōkaidō-Hauptlinie. Für die hier verkehrenden Züge stehen vier Gleise an zwei überdachten Mittelbahnsteigen zur Verfügung. Ganz im Süden steht das ältere Empfangsgebäude. Unmittelbar westlich davon verfügt die Izuhakone Tetsudō über ein eigenes Gebäude. Dort nutzen die Züge der Sunzu-Linie drei Stumpfgleise an einem Mittel- und an einem Seitenbahnsteig. Alle Teile des Bahnhofs werden durch eine breite Unterführung miteinander verbunden. Zwischen der Tōkaidō-Hauptlinie und der Sunzu-Linie besteht ein Verbindungsgleis, das von den Odoriko-Schnellzügen befahren wird. Ein Ausziehgleis führt zu einer Güterladerampe für den Einzelwagenverkehr.
Im Jahr 2016 zählte der JR-Teil des Bahnhofs täglich durchschnittlich 30.454 Fahrgäste, hinzu kamen täglich 8548 Fahrgäste im Bahnhofsteil der Izuhakone Tetsudō.

## Bilder

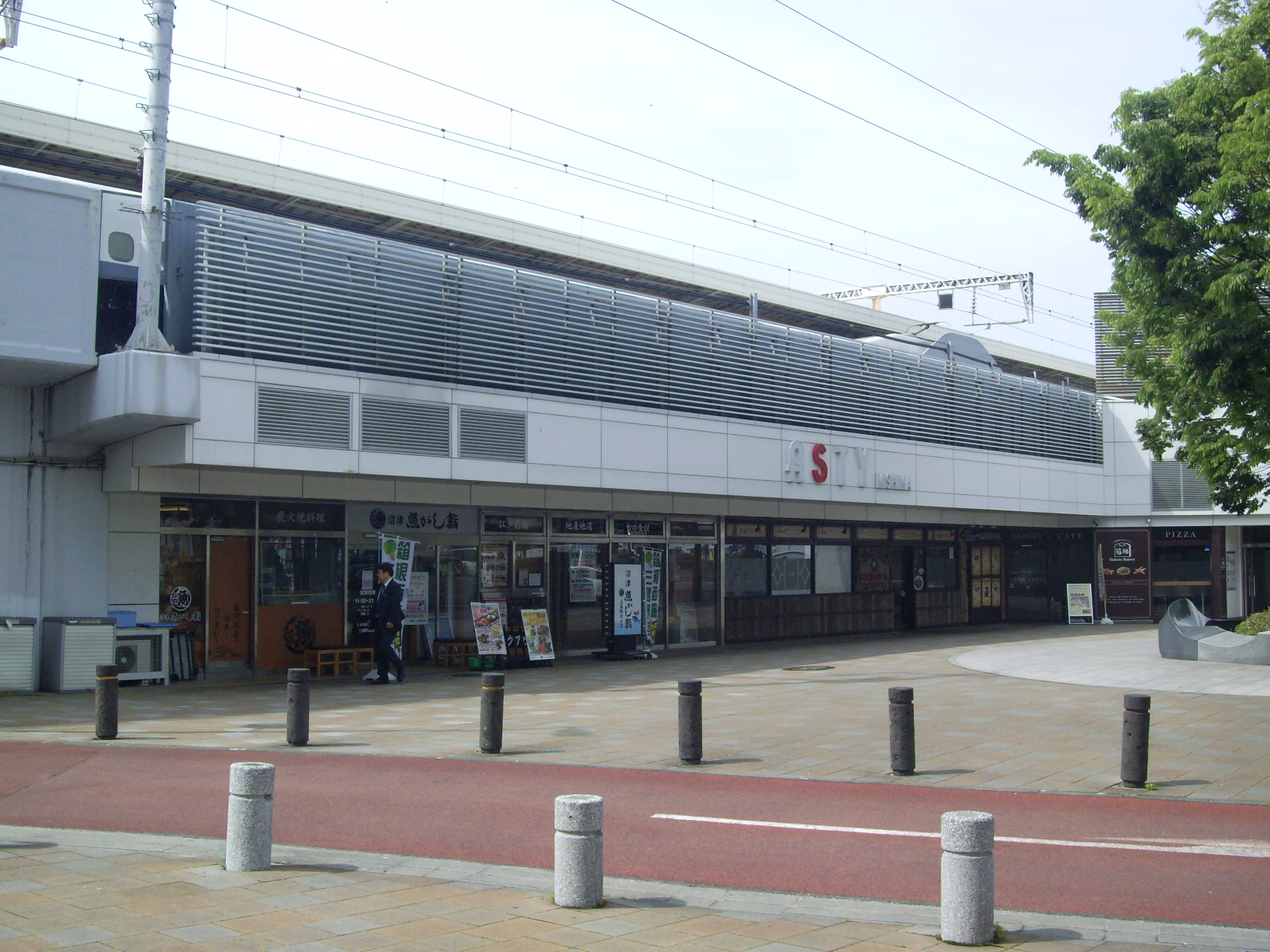
Nördliches Empfangsgebäude
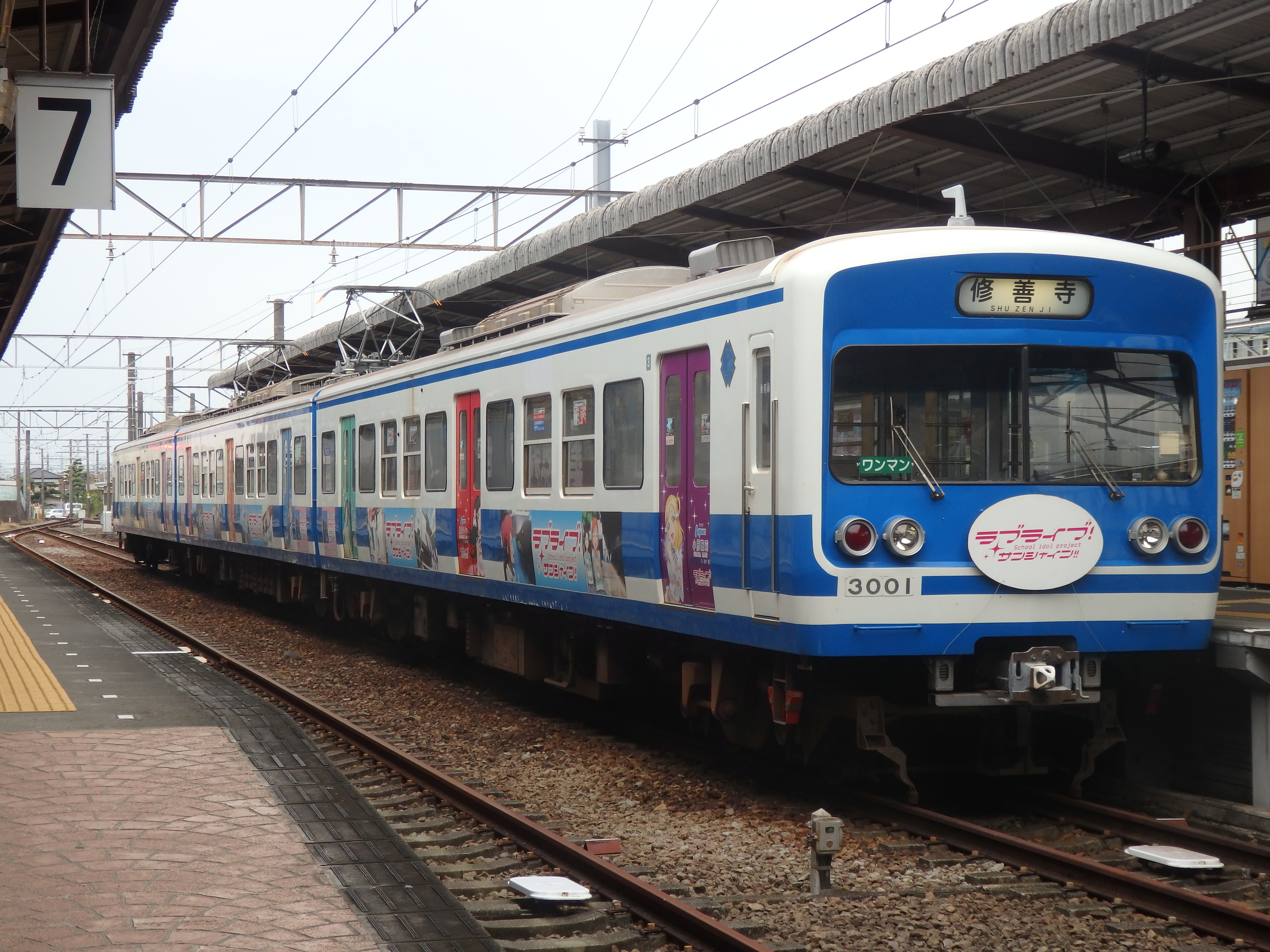
Triebzug der Izuhakone Tetsudō
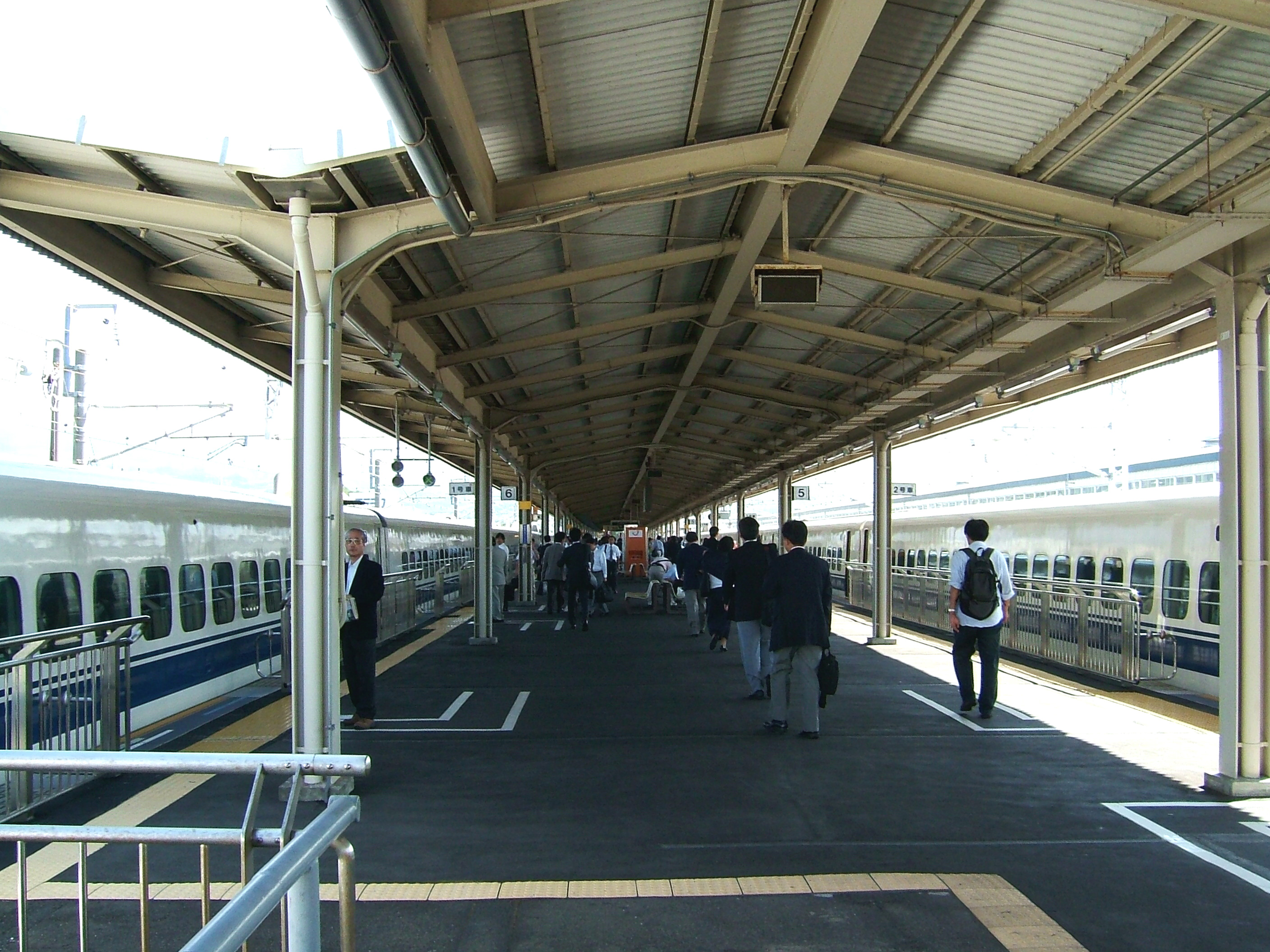
Bahnsteig für Shinkansen-Züge
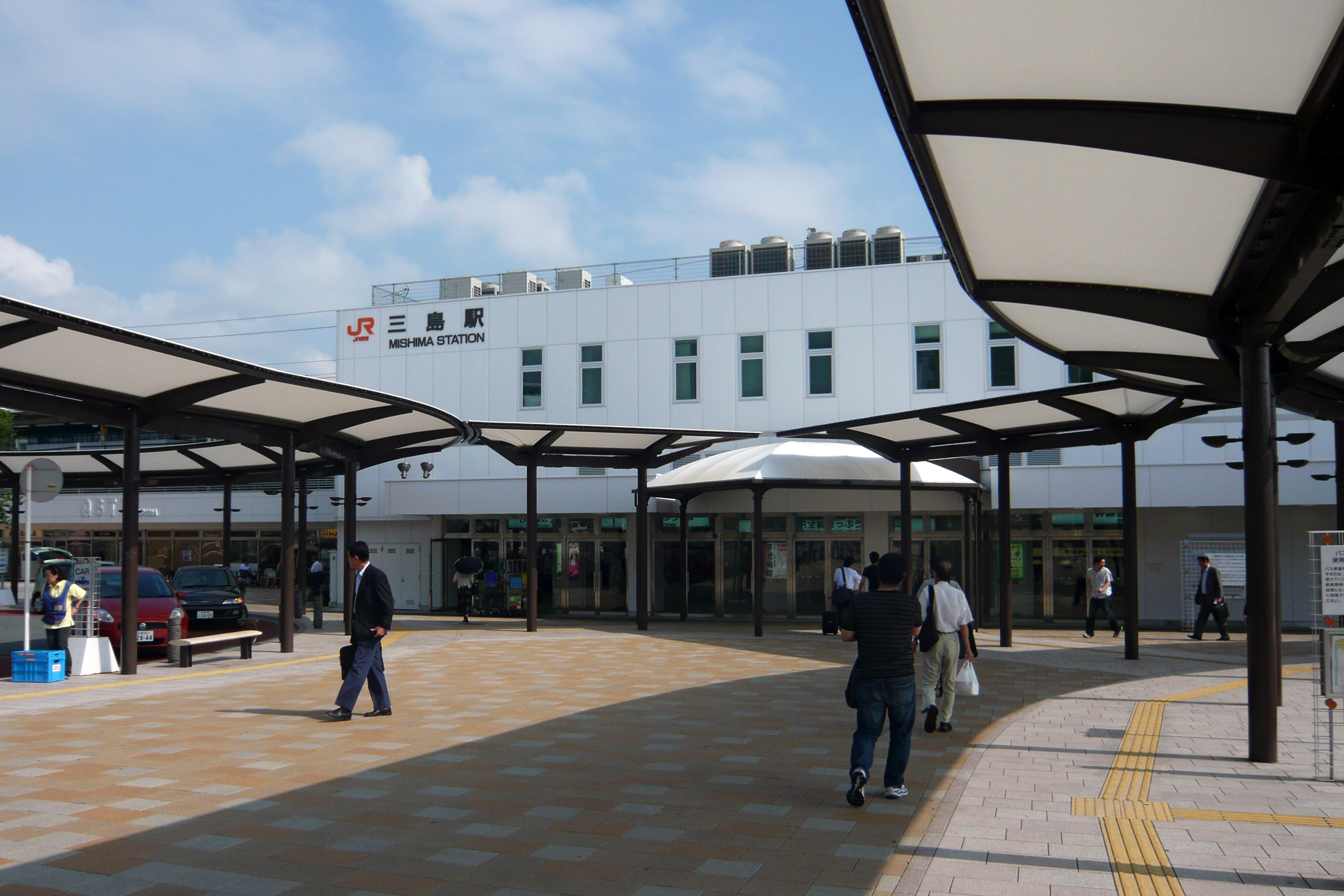
Nordausgang (Juli 2009)

## Gleise
| 1   | ▉ Sunzu-Linie        | Shuzenji (Odoriko-Schnellzüge)                 |
| 1   | ▉ Tōkaidō-Hauptlinie | Atami • Yokohama • Tokio (Odoriko-Schnellzüge) |
| 2   | ▉ Tōkaidō-Hauptlinie | Numazu • Fuji • Shizuoka                       |
| 3   | ▉ Tōkaidō-Hauptlinie | Atami • Yokohama • Tokio                       |
| 4   | ▉ Tōkaidō-Hauptlinie | Numazu • Fuji • Shizuoka                       |
| 5   | ▉ Tōkaidō-Shinkansen | Shizuoka • Nagoya • Kyōto • Shin-Osaka         |
| 6   | ▉ Tōkaidō-Shinkansen | Atami • Shin-Yokohama • Tokio                  |
| 7–9 | ▉ Sunzu-Linie        | Shuzenji                                       |

## Linien
| Verlauf der Tōkaidō-Shinkansen |
| --- |
| Tokyo • Shinagawa • Shin-Yokohama • Odawara • Atami • Mishima • Shin-Fuji • Shizuoka • Kakegawa • Hamamatsu • Toyohashi • Mikawa-Anjō • Nagoya • Gifu-Hashima • Maibara • Kyōto • Shin-Osaka |

| Verlauf der Tōkaidō-Hauptlinie (Atami–Toyohashi) |
| --- |
| Atami • Kannami • Mishima • Numazu • Katahama • Hara • Higashi-Tagonoura • Yoshiwara • Fuji • Fujikawa • Shin-Kambara • Kambara • Yui • Okitsu • Shimizu • Kusanagi • Higashi-Shizuoka • Shizuoka • Abekawa • Mochimune • Yaizu • Nishi-Yaizu • Fujieda • Rokugō • Shimada • Kanaya • Kikugawa • Kakegawa • Aino • Fukuroi • Iwata • Toyodachō • Tenryūgawa • Hamamatsu • Takatsuka • Maisaka • Bentenjima • Araimachi • Washizu • Shinjohara • Futagawa • Toyohashi |

## Geschichte

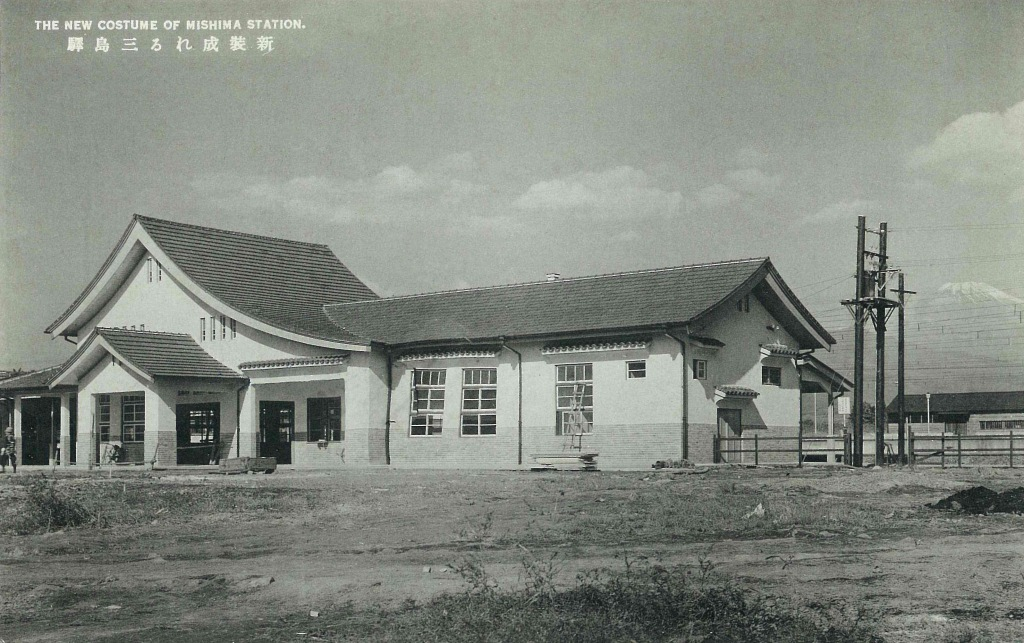
Bahnhof Mishima nach der Fertigstellung 1934

Seit der Edo-Zeit florierte Mishima als Poststation an der Tōkaidō-Straße. 1889 eröffnete die staatliche Eisenbahn das Teilstück der Tōkaidō-Hauptlinie von Kōzu über Gotemba und Numazu nach Shizuoka (entspricht zu einem großen Teil der heutigen Gotemba-Linie). Die Strecke führte jedoch weit am Ort vorbei, da die Einwohner dagegen protestiert hatten, die Eisenbahn durch das Städtchen zu führen. Andererseits sollen auch geologische Probleme zu dieser Entscheidung beigetragen haben. Wenig später bereute Mishima das Abseitsstehen und ersuchte 1891 in einer Petition um den Bau eines Bahnhofs in der Nachbargemeinde Nagaizumi, vorerst vergeblich. Erst 1898 erhielt Mishima einen Bahnanschluss, als die private Bahngesellschaft Zusō Tetsudō (heute Izuhakone Tetsudō) die Sunzu-Linie eröffnete, die beim Bahnhof Shimo-Togari von der Hauptlinie abzweigte.
Die Situation änderte sich grundlegend mit dem Bau einer neuen Streckenführung der Tōkaidō-Hauptlinie durch den Tanna-Tunnel. Als diese mit etlichen Jahren Verzögerung am 1. Dezember 1934 in Betrieb ging, wurde am selben Tag in Mishima ein neuer Bahnhof eröffnet – mit umsteigefreien Verbindungen nach Tokio und Osaka. Ab demselben Tag hatte auch die Sunzu-Linie hier ihren Ausgangspunkt. Ein Vierteljahrhundert später baute die Japanische Staatsbahn die Schnellfahrstrecke Tōkaidō-Shinkansen und eröffnete sie im Oktober 1964. In Mishima verlief sie parallel zu den Gleisen der Tōkaidō-Hauptlinie, die Shinkansen-Züge fuhren jedoch vorerst ohne Halt durch. Ein Jahr später entstanden hier eine Abstellanlage und eine Signalstation. Zusammen mit den Nachbargemeinden setzte sich Mishima energisch dafür ein, dass der Bahnhof einen Bahnsteig für Hochgeschwindigkeitszüge erhalten solle. Die Staatsbahn lenkte ein und der erste Shinkansen-Zug hielt am 25. April 1969.
Am 16. Juni 1972 gab die Izuhakone Tetsudō den Güterverkehr auf der Sunzu-Linie auf. Aus Kostengründen stellte die Staatsbahn am 1. November 1986 die Gepäckaufgabe ein. Im Rahmen der Staatsbahnprivatisierung ging der entsprechende Teil des Bahnhofs am 1. April 1987 in den Besitz der neuen Gesellschaft JR Central über, während JR Freight den Güterverkehr übernahm. 2014 erhielt der Bahnhof einen neuen, bedeutend erweiterten Südeingang.